# Olympia (Fußballplatz)
Olympia ist ein Fußballplatz in Bredbyn, in der schwedischen Gemeinde Örnsköldsvik. Im Sommer ist es die Heimspielstätte der Fußballabteilung des Anundsjö IF, im Winter beginnen hier die Langlaufloipen der Skisektion. 2009 und 2011 wurden Freundschaftsspiele der U-15-Nationalmannschaften Schwedens und Finnlands auf dem Platz gespielt.